# Mosquée Faisal
La mosquée Faisal ou mosquée Shah Faisal (en français : mosquée du roi Faisal, en ourdou : فیصل مسجد) est une mosquée moderne située à Islamabad, capitale du Pakistan, construite entre 1976 et 1986. Elle est nommée d'après le roi d'Arabie saoudite Fayçal ben Abdelaziz Al Saoud qui l'a financée. Avec une capacité d'environ 34 000 personnes en intérieur et 74 000 avec les extérieurs, elle est la plus importante du pays et figure parmi les plus grandes du monde.
Dessinée par l'architecte turc Vedat Dalokay qui s'inspire de l'architecture islamique et ottomane, la mosquée constitue le monument marquant de la ville nouvelle Islamabad construite à partir des années 1960. Elle est située aux abords du parc national Margalla et ses minarets culminant à 80 mètres dominent la ville.

## Contexte
Fondé pour devenir la nation des musulmans du sous-continent indien, le Pakistan nait en août 1947 au cours de la partition des Indes. Sa première capitale est Karachi, mais des plans visant à la construction d'une ville nouvelle pour accueillir les institutions du pays sont établis sous le régime militaire de Muhammad Ayub Khan dès la fin des années 1950. 
Le site est choisi en 1959 et la ville voisine de Rawalpindi est désignée comme capitale provisoire. Islamabad devient capitale officielle de la fédération en 1967 mais sa construction se poursuit dans les années suivantes. La « ville de l'Islam » devait logiquement se doter d'une mosquée ambitieuse[réf. souhaitée].

## Construction

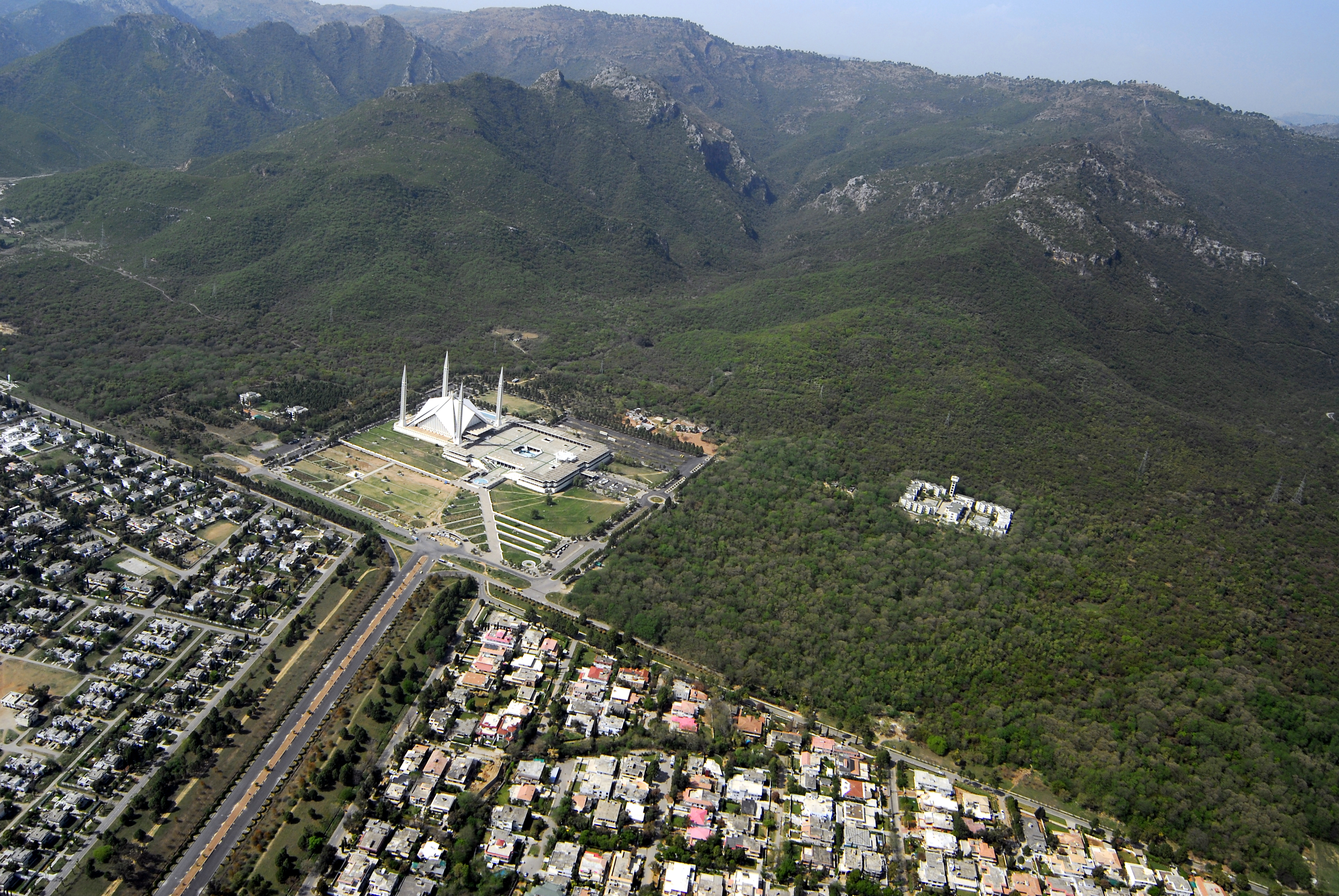
Vue aérienne de la mosquée, située entre Islamabad et le parc national Margalla.

Le projet est annoncé en 1966 lors de la visite dans le pays du roi d'Arabie saoudite Fayçal ben Abdelaziz Al Saoud qui apporte son soutien financier à hauteur de 120 millions de dollars. Après son assassinat en 1975, la mosquée se voit attribuer son nom. À la suite d'un concours international, le projet est confié à l'architecte turc Vedat Dalokay en 1969 parmi 34 participants dans 17 pays. Un site d'environ seize hectares est choisi entre le nord de la ville et les abords du parc national boisé Margalla Hills. La construction débute en 1976 pour s'achever dix années plus tard, en 1986,. 
À peine deux ans après son inauguration, la mosquée accueille les funérailles du dirigeant militaire Muhammad Zia-ul-Haq, instigateur d'une vaste politique d'islamisation, mort dans le crash de son avion le 17 août 1988. Le jardin de la mosquée accueille depuis son mausolée,. 

## Architecture

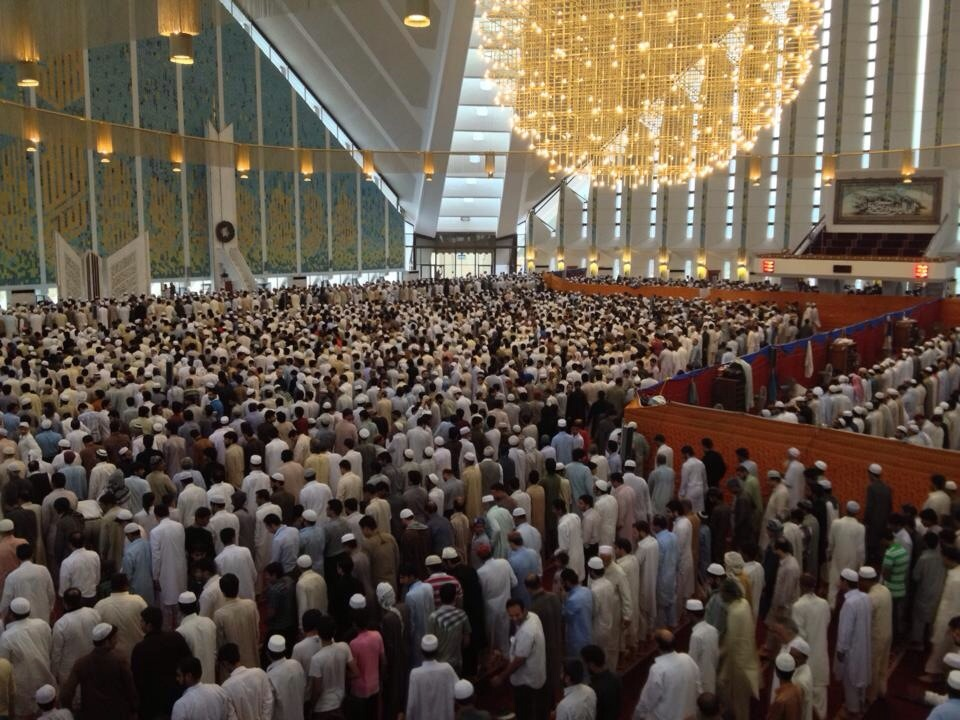
Intérieurs et chandelier de la salle principale.

L'architecture islamique de Vedat Dalokay s'inspire de la forme des tentes bédouines de la péninsule arabique. L'extérieur est constitué de coques en béton à huit côtés en forme triangulaire pour les sommets. Quatre minarets inspirés de l'architecture ottomane culminent à 80 mètres de hauteur, les plus élevés d'Asie du Sud. L’architecte expliqua que les minarets sont disposés de façon à rappeler les proportions de la Kaaba de la mosquée al-Harâm à La Mecque, formant ainsi un « cube invisible ».
La salle principale affiche une superficie de 5 000 mètres carrés pouvant accueillir 10 000 fidèles et son plafond s'élève à 44 mètres. Elle est recouverte de marbre blanc décoré de mosaïques dessinées par le peintre pakistanais Sadequain et orné d'un grand chandelier turc. Jouxtant sa façade orientale, la mosquée dispose en sus de vastes annexes dans son hall principal pouvant abriter 24 000 personnes supplémentaires. Avec la cour et les jardins, la capacité totale du site monte à 74 000 personnes. 
La mosquée contient également une partie des locaux de l'université islamique internationale d'Islamabad, une bibliothèque, un musée et un café.

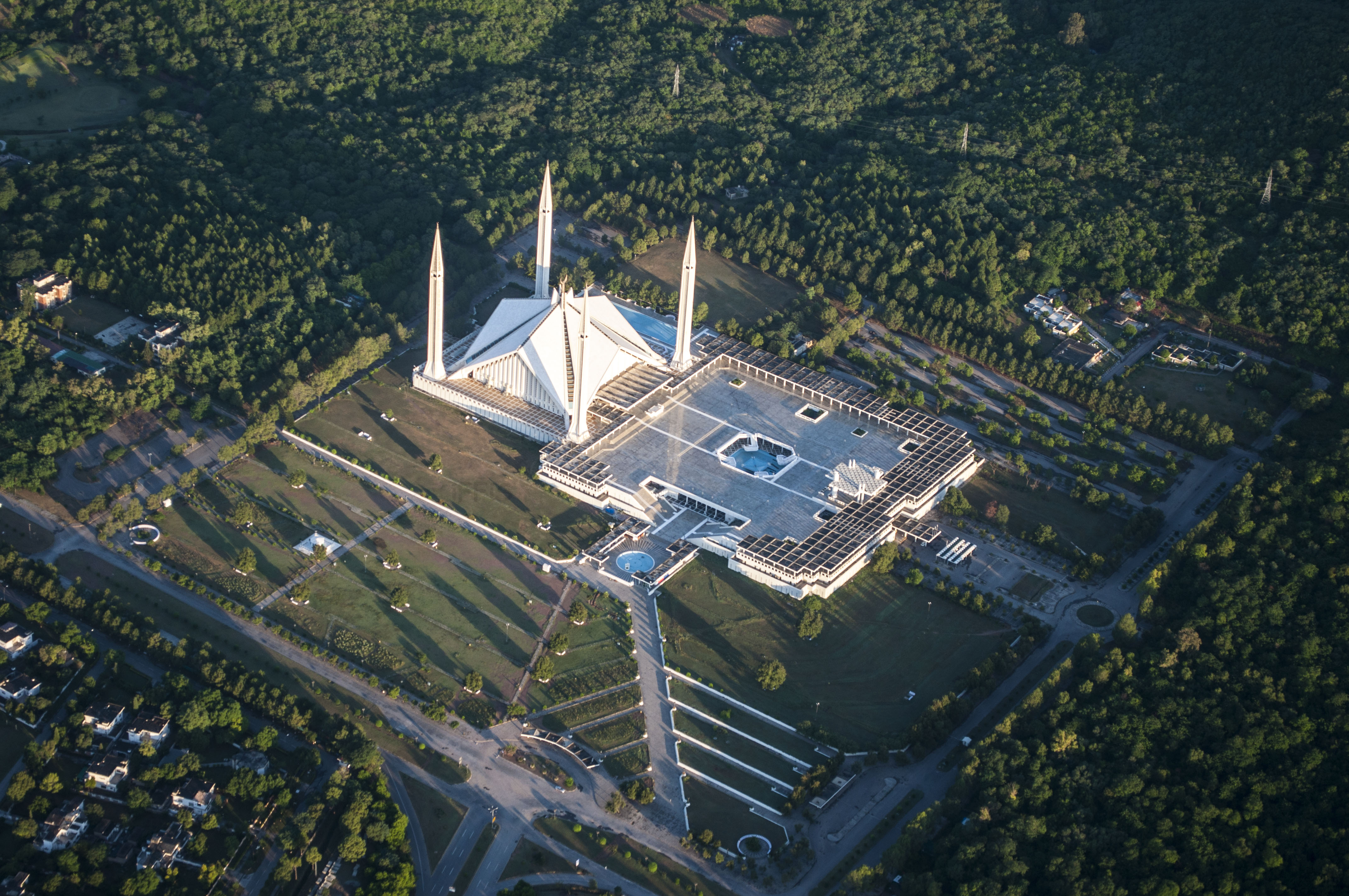
Vue aérienne.
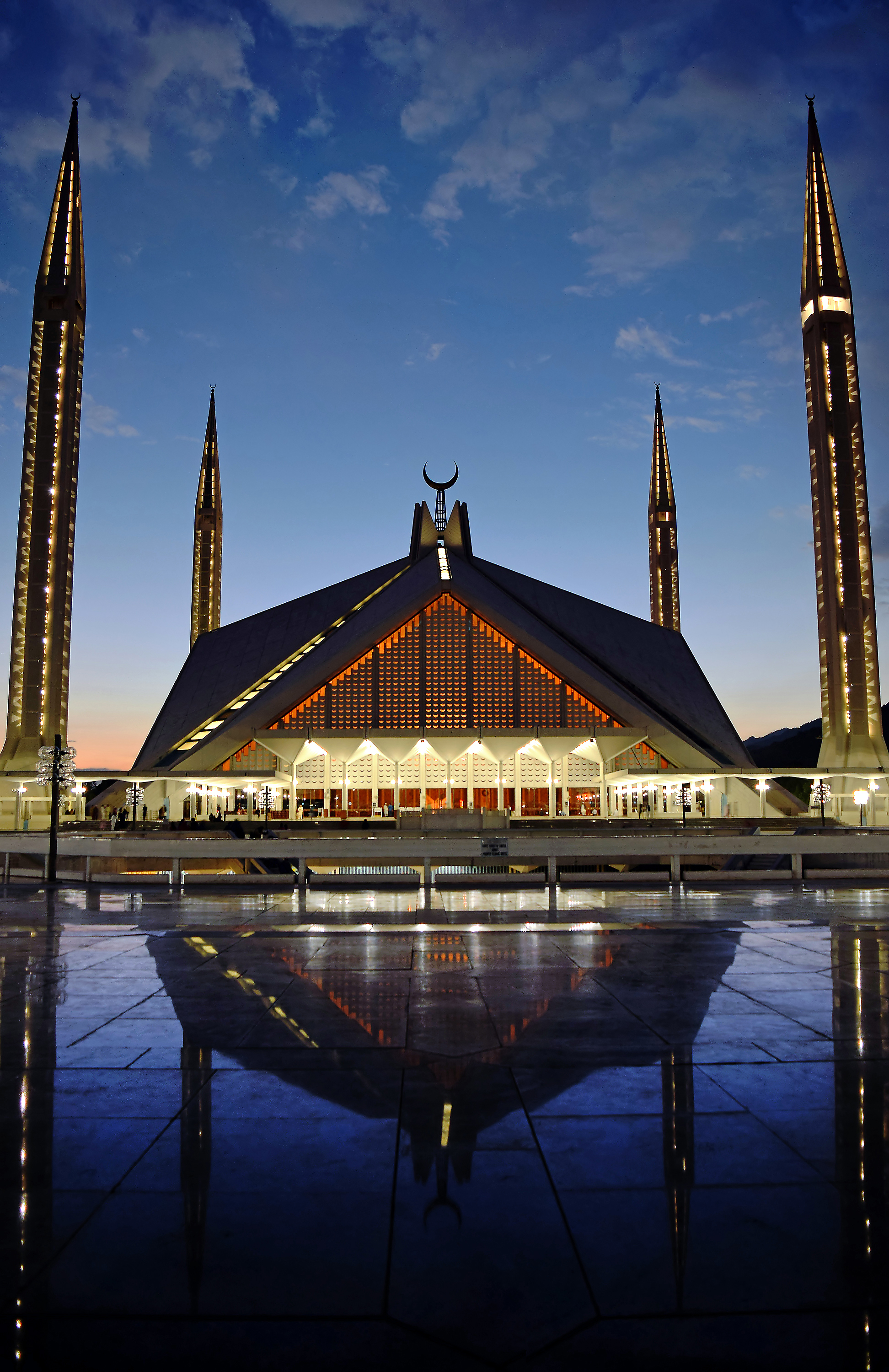
Mosquée illuminée.
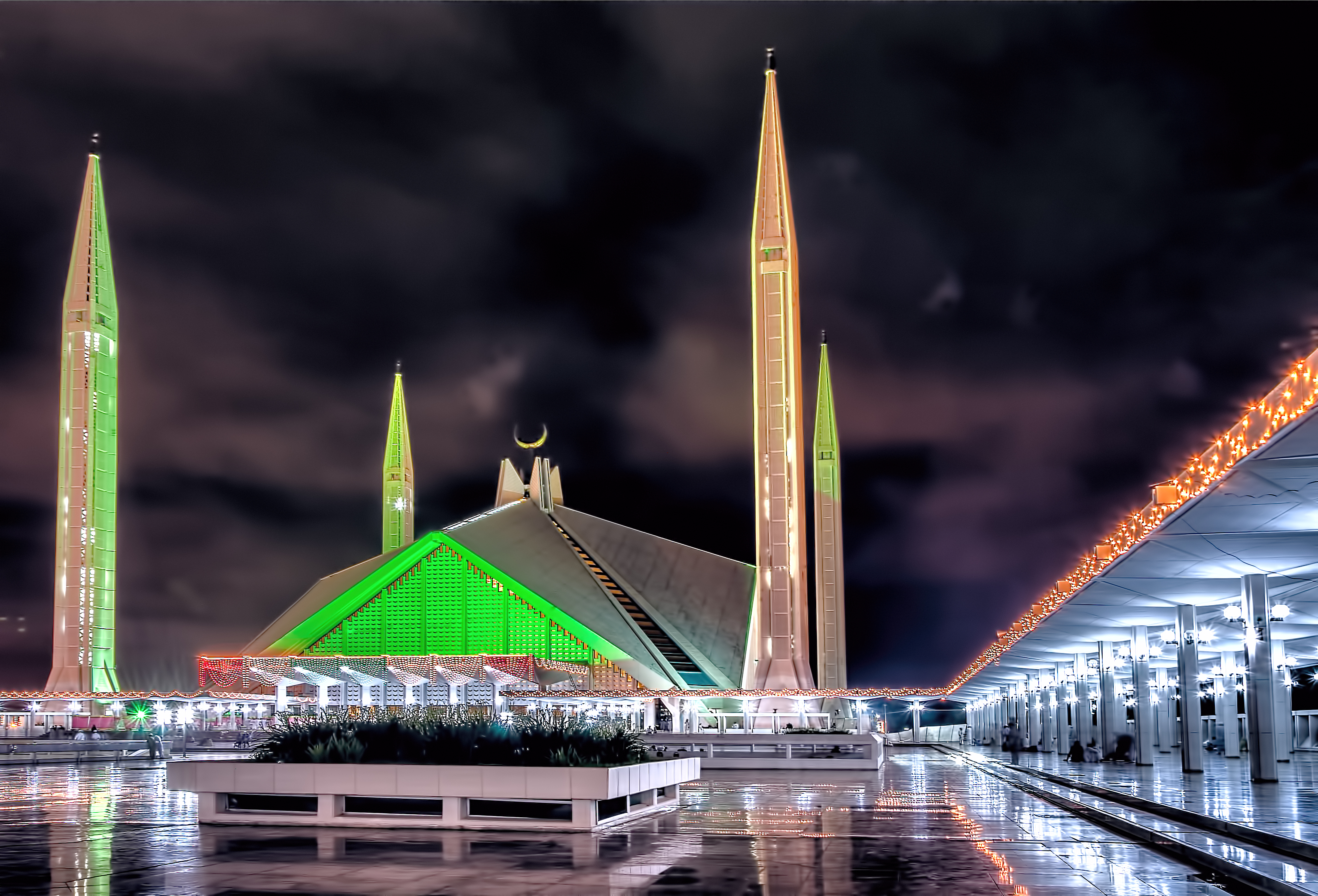
Mosquée de nuit.
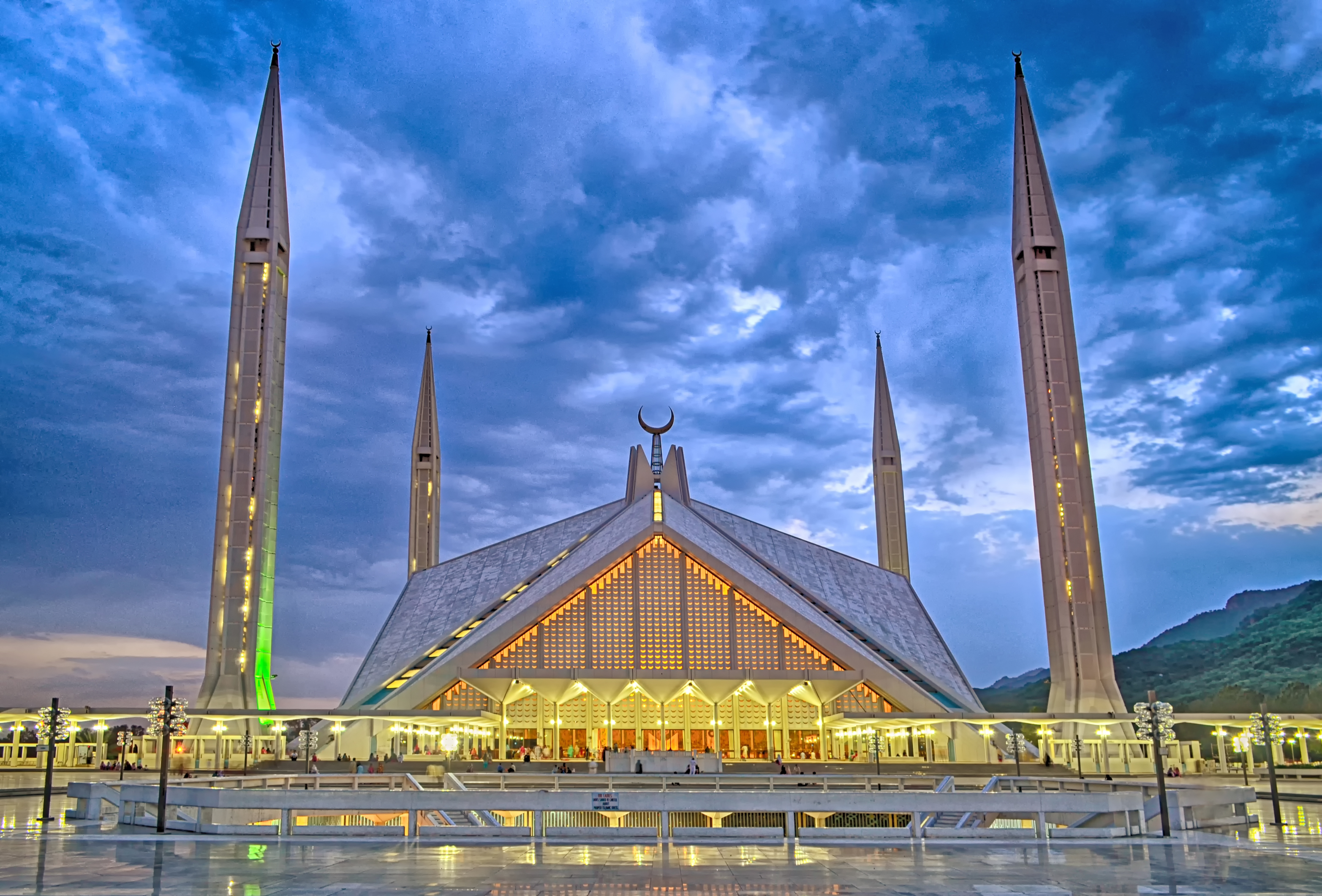
Mosquée illuminée.
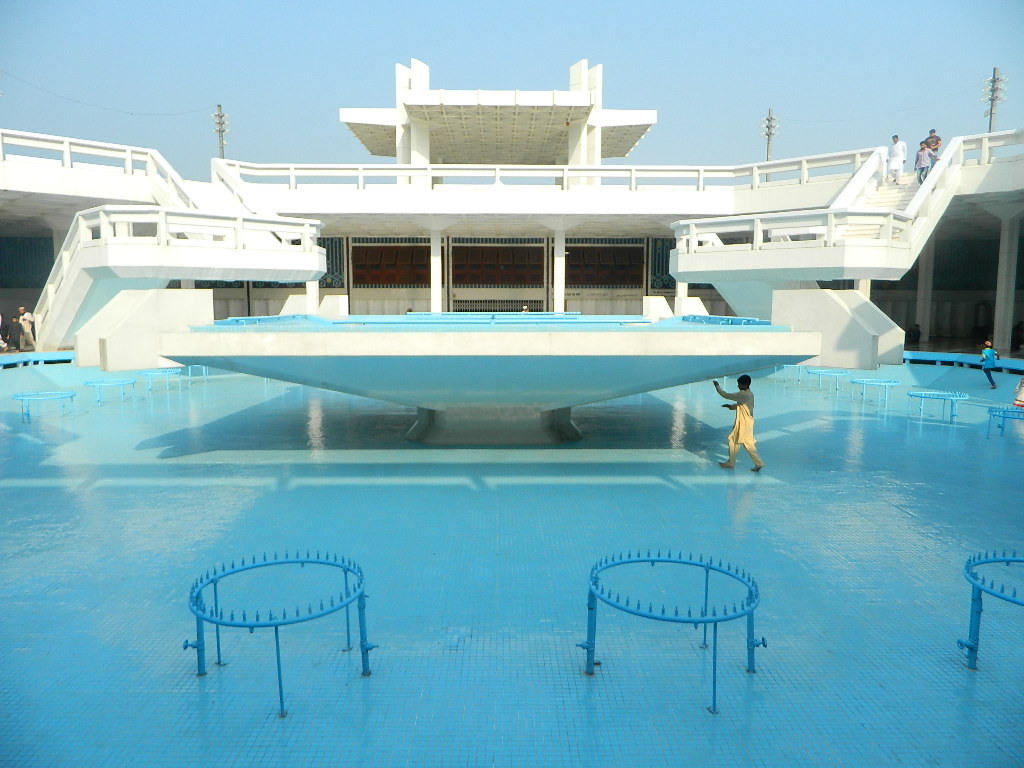
Hall principal.
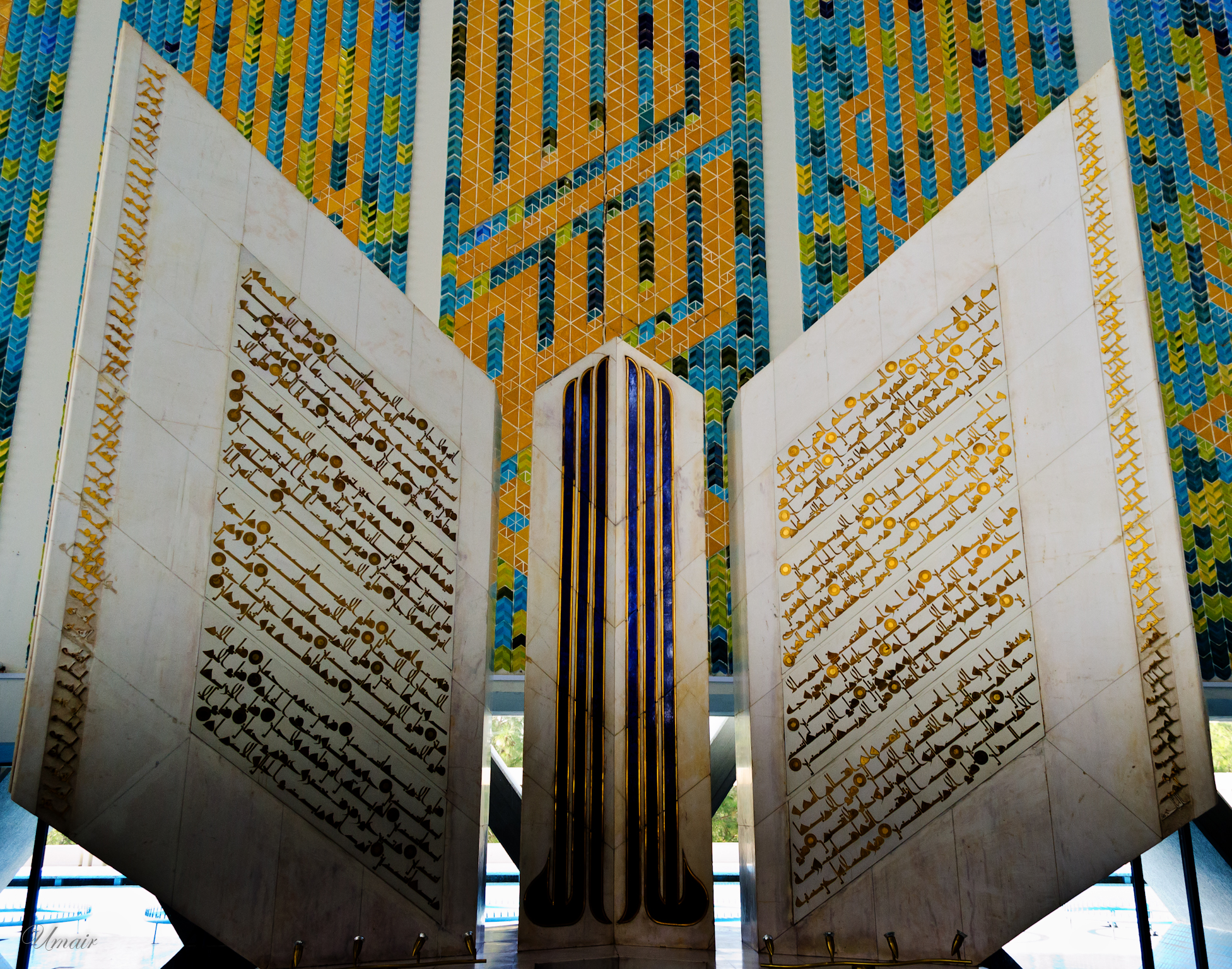
Faïence de la salle principale.
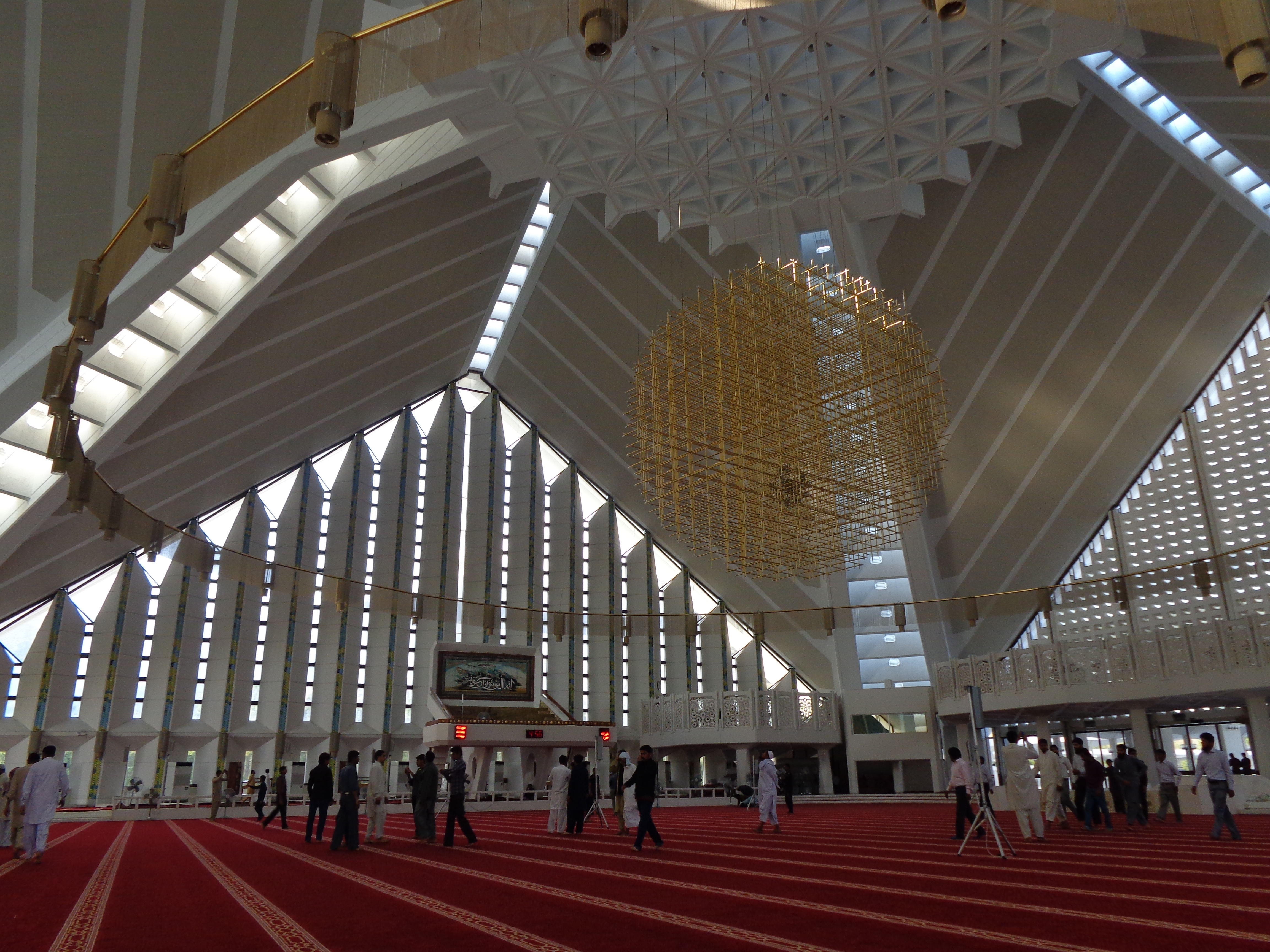
Intérieurs de la salle principale.

## Notoriété
La mosquée Faisal est souvent considérée comme la plus grande des mosquées du Pakistan en termes de capacité intérieure, dépassant la mosquée Royale de Lahore, et deviendrait ainsi la plus vaste mosquée d'Asie du Sud et la quatrième dans le monde. 
En plus d'un lieu de prière, la mosquée est également une attraction touristique. En 2015, The Daily Telegraph la classe huitième plus belle mosquée au monde et troisième du Pakistan, derrière la mosquée Royale et la mosquée de Wazir-Khan. 